# Кричевський Давид Львович
Давид Львович Кричевський (1892, Ромни — 1942, Ленінград) — радянський архітектор, представник конструктивізму. Автор проєктів безлічі громадських будівель в Санкт-Петербурзі .

## Біографія
Батьки Кричевського були купець 2-ї гільдії Лев Давидович Кричевський і Сара (Софі) Ісаківна, уроджена Бродська. Давид Львович Кричевський закінчив Інститут цивільних інженерів в Петрограді .

## Ленінград. Проєкти і побудови
- Виборзький Палац Культури (спільно з архітектором О. І. Гегелло, 1925—1927)[5]
- Будинок культури Московсько-Нарвського району (співавтор О. І. Гегелло, конкурс 1925 здійснення — 1927). Нині — Будинок культури ім. Горького[6][7]
- Лікарня імені Боткіна (співавтори: О. І. Гегелло, Г. А. Симонов, відкритий конкурс ОАХ, 1927—1930)
- Будинок технічного навчання (спільно з архітектором О. І. Гегелло, 1930)[7]
- Будинок культури Іжорського заводу в Колпіно (спільно з архітектором О. І. Гегелло, 1932—1938)
- Кінотеатр «Гігант» (спільно з архітектором О. І. Гегелло, 1933—1935)
- Школа на Моховій вулиці, 19 (спільно з архітектором О. І. Гегелло, Є. Г. Груздевою 1920-1930-е)
- Навчальний корпус Технологічного інституту з боку Московського проспекту (спільно з архітектором О. І. Гегелло, 1920-1930-е)
- Палац культури імені І. І. Гази (спільно з архітектором О. І. Гегелло, 1930—1935)[7]
- Будівля школи на проспекті Стачок, 94-96 (спільно з архітектором Є. Г. Груздевою, 1935)
- Будівля школи на Таврійській вулиці, 21 (спільно з архітектором Є. Г. Груздевою, 1936)
- Палац піонерів — нові корпуси (співавтор: О. І. Гегелло, 1936—1937)

## Галерея

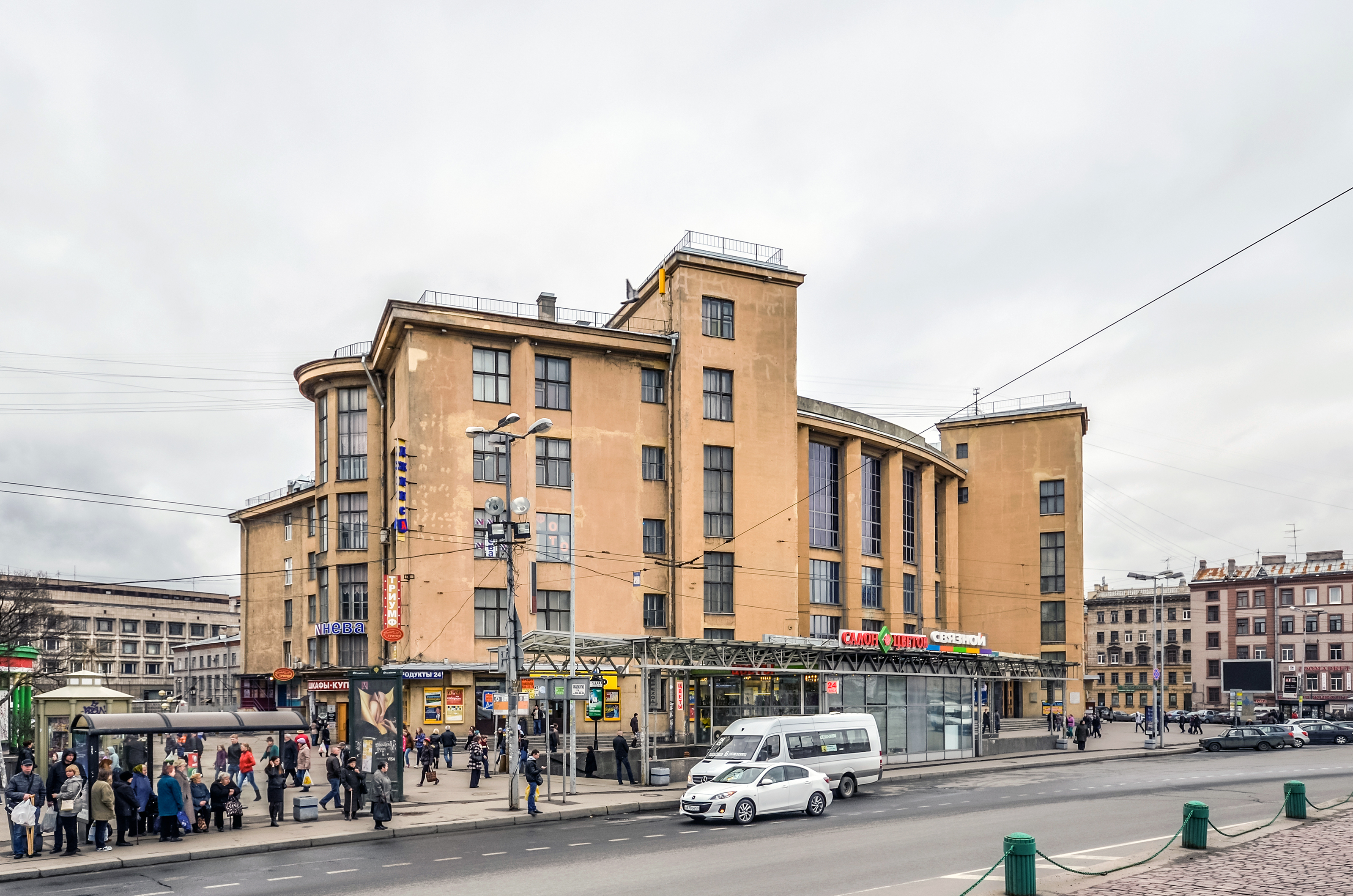
Будинок культури ім. Горького
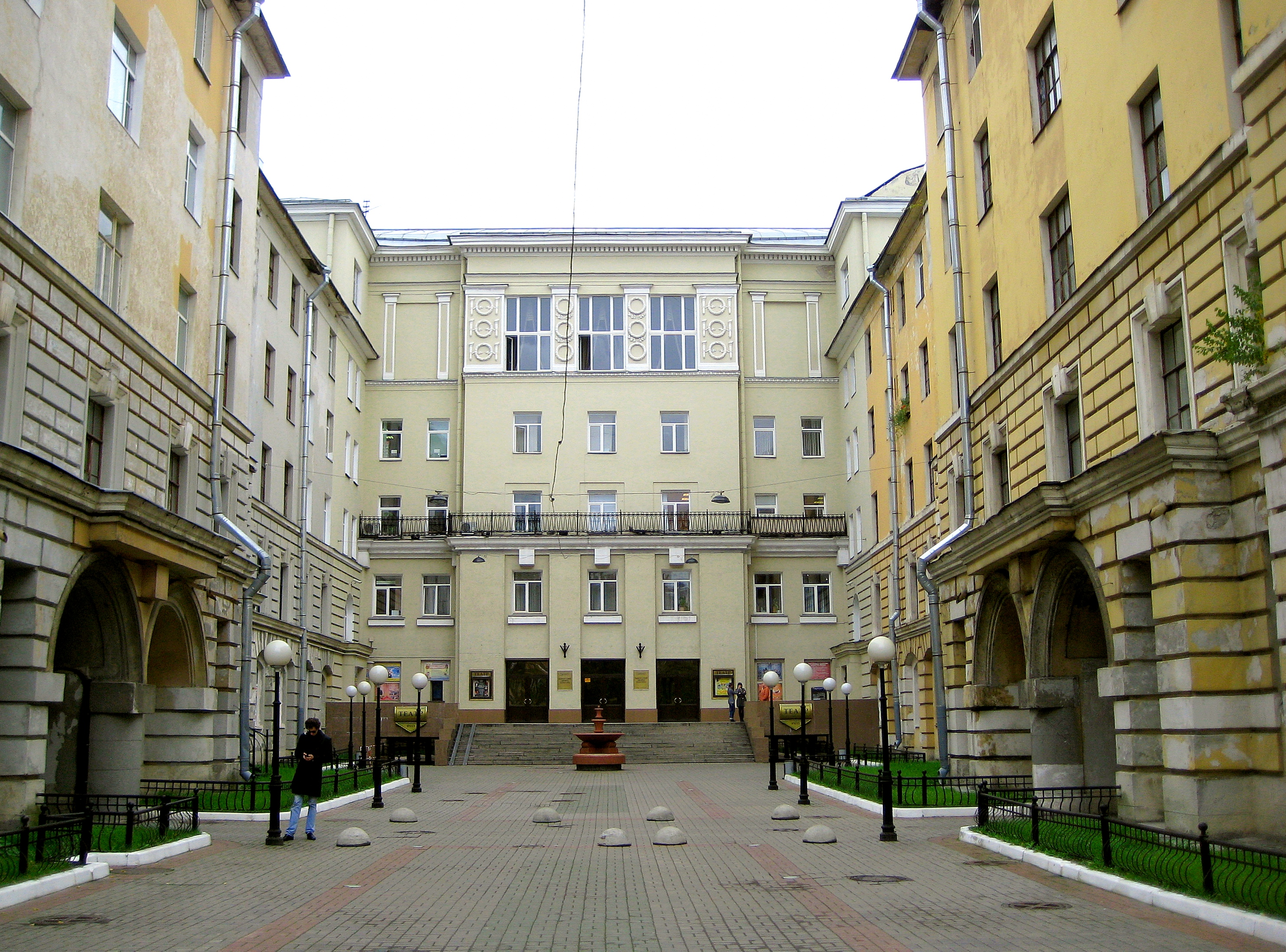
Виборзький Палац Культури
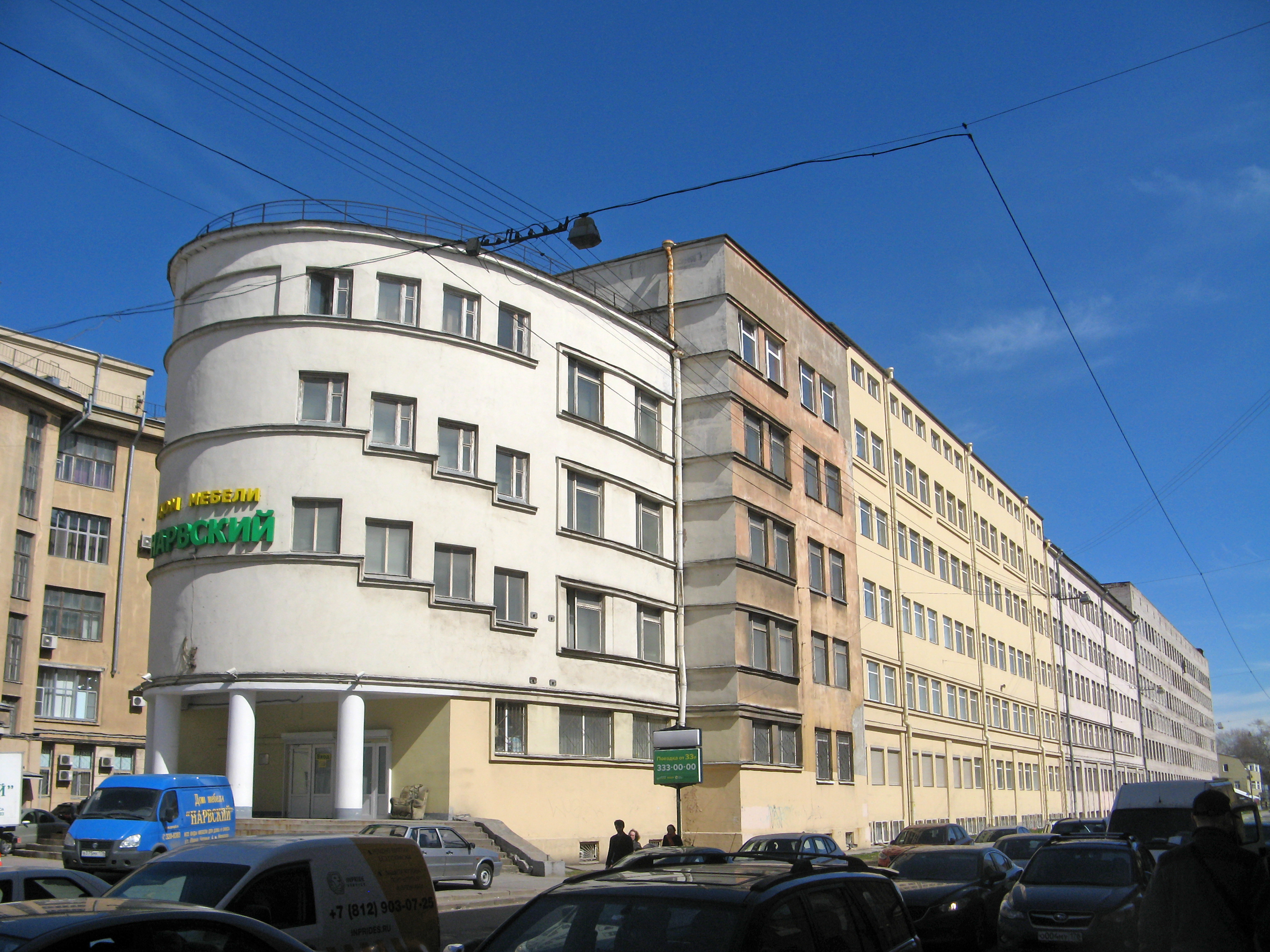
Будинок технічного навчання
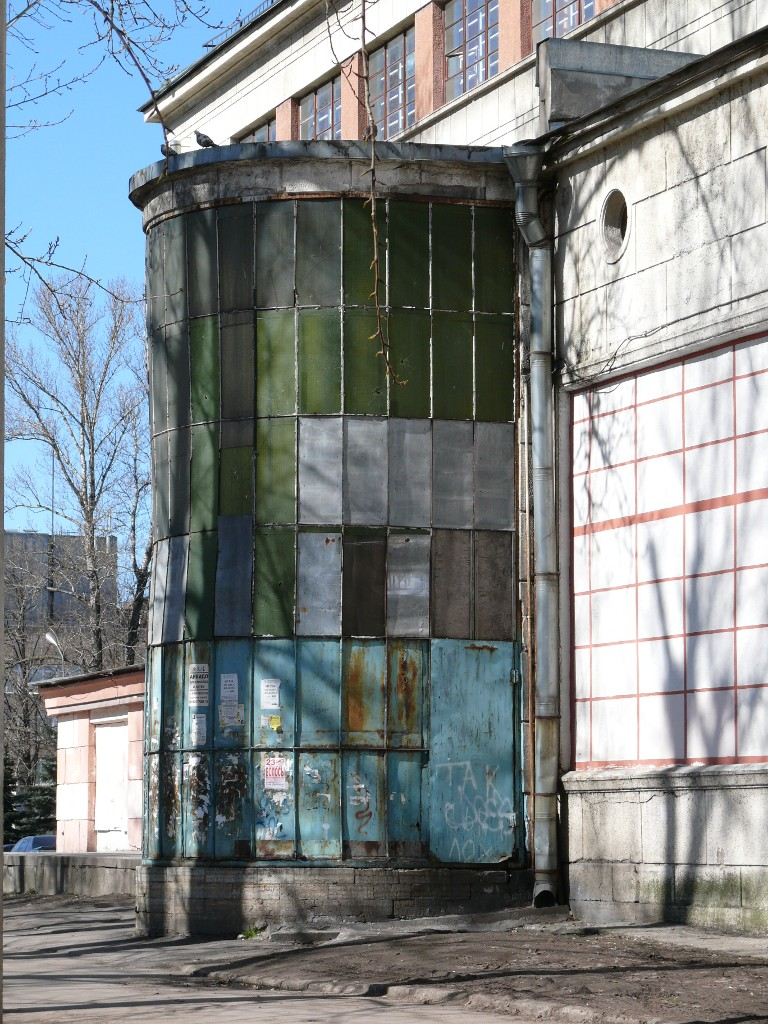
Палац культури імені І. І. Гази